# Paweł Bujalski
Paweł Bujalski (ur. 1959) – polski polityk, samorządowiec, przedsiębiorca, zastępcą Prezydenta Warszawy w Gminie Warszawa-Centrum za czasów prezydentury Marcina Święcickiego w latach 1994–1999.

## Życiorys
Studia polonistyczne na Uniwersytecie Warszawskim ukończył w 1986 roku. W latach 80. XX w. był działaczem NZS i podziemnego środowiska „wola”. W latach 1990–1991 był burmistrzem Woli. W wyborach parlamentarnych w 1993 roku bez powodzenia kandydował do Sejmu z listy Kongresu Liberalno-Demokratycznego. Był współpracownikiem Pawła Piskorskiego i jednym z inicjatorów zawiązania w stolicy koalicji UW – SLD, potocznie nazywaną „układem warszawskim”. Za prezydentury Marcina Święckiego w latach 1994–1999 był zastępcą Prezydenta Warszawy w Gminie Warszawa-Centrum. Pełnił również funkcję prezesa Zarządu Pałacu Kultury i Nauki w Warszawie w latach 1999–2002. W 2001 roku wraz z Pawłem Piskorskim i Andrzejem Olechowskim współorganizował struktury Platformy Obywatelskiej. Od roku 2004 prowadzi działalność gospodarczą i spółdzielczą w Spółdzielni Budowlano Mieszkaniowej „Dembud”, w której jest przewodniczącym Rady Nadzorczej.

## Odznaczenia
Prezydent RP Andrzej Duda odznaczył Pawła Bujalskiego za zasługi na rzecz przemian demokratycznych w Polsce oraz działalność na rzecz niepodległości i suwerenności Polski oraz respektowania praw człowieka w PRL:
4 listopada 2016 r. - Krzyż Wolności i Solidarności
31 marca 2017 r. - Złoty Krzyż Zasługi

## Układ Warszawski - zarzuty i uniewinnienie
Nazwisko Pawła Bujalskiego pojawia się w aferach tzw. „układu warszawskiego”, oskarżonego o korupcję i nieprawidłowości w przeprowadzaniu przetargów publicznych, m.in. w tzw. aferze mostowej. W 2005 roku, przed śmiercią, Bogdan Tyszkiewicz złożył obciążające go zeznania.
W lipcu 2006 Paweł Bujalski został zatrzymany przez Centralne Biuro Śledcze. Prokurator przedstawił mu zarzuty przyjęcia korzyści majątkowej w wysokości kilkuset tysięcy złotych. Sąd aresztował Bujalskiego na 3 miesiące 14 października 2006 r. Wyszedł następnie za poręczeniem majątkowym w wysokości 250 tys. zł. We wrześniu 2007 wyszedł na wolność za kaucją. 13 czerwca 2014 r. Sąd uniewinnił go ze wszystkich postawionych w akcie oskarżenia zarzutów. W latach 2018–2019 w kolejnych procesach sąd przyznał odszkodowanie i zadośćuczynienie za bezzasadny areszt.